# Балка Багата
Балка Багата — балка (річка) в Україні у Самарівського районі Дніпропетровської області. Ліва притока річки Багатенької (басейн Дніпра).

## Опис
Довжина балки приблизно 13,33 км, найкоротша відстань між витоком і гирлом — 10,61 км, коефіцієнт звивистості річки — 1,26. Формується декількома балками та загатами. На деяких ділянках балка пересихає.

## Розташування
Бере початок у селі Гнатівка. Тече переважно на північний схід понад селами Варварівкою та Рівне і на південно-східній околиці села Багате впадає в річку Багатеньку, ліву притоку річки Орілі.

## Цікаві факти
- У XX столітті на балці існували молочно-тваринні ферми (МТФ), газгольдер та декілька газових свердловин[2].